# Oedenstockach
Oedenstockach ist ein Ortsteil der Gemeinde Putzbrunn im oberbayerischen Landkreis München. 

## Geographie
Das Dorf liegt wenige hundert Meter nördlich der Staatsstraße 2079. Es grenzt im Westen, getrennt durch das Oedenstockacher Holz, an den Münchener Ortsteil Waldperlach. Verbindungsstraßen führen nach Solalinden (Keferloher-Markt-Straße) und Neubiberg. Zwischen Oedenstockach und Putzbrunn liegt das Stocker Feld.

## Baudenkmäler

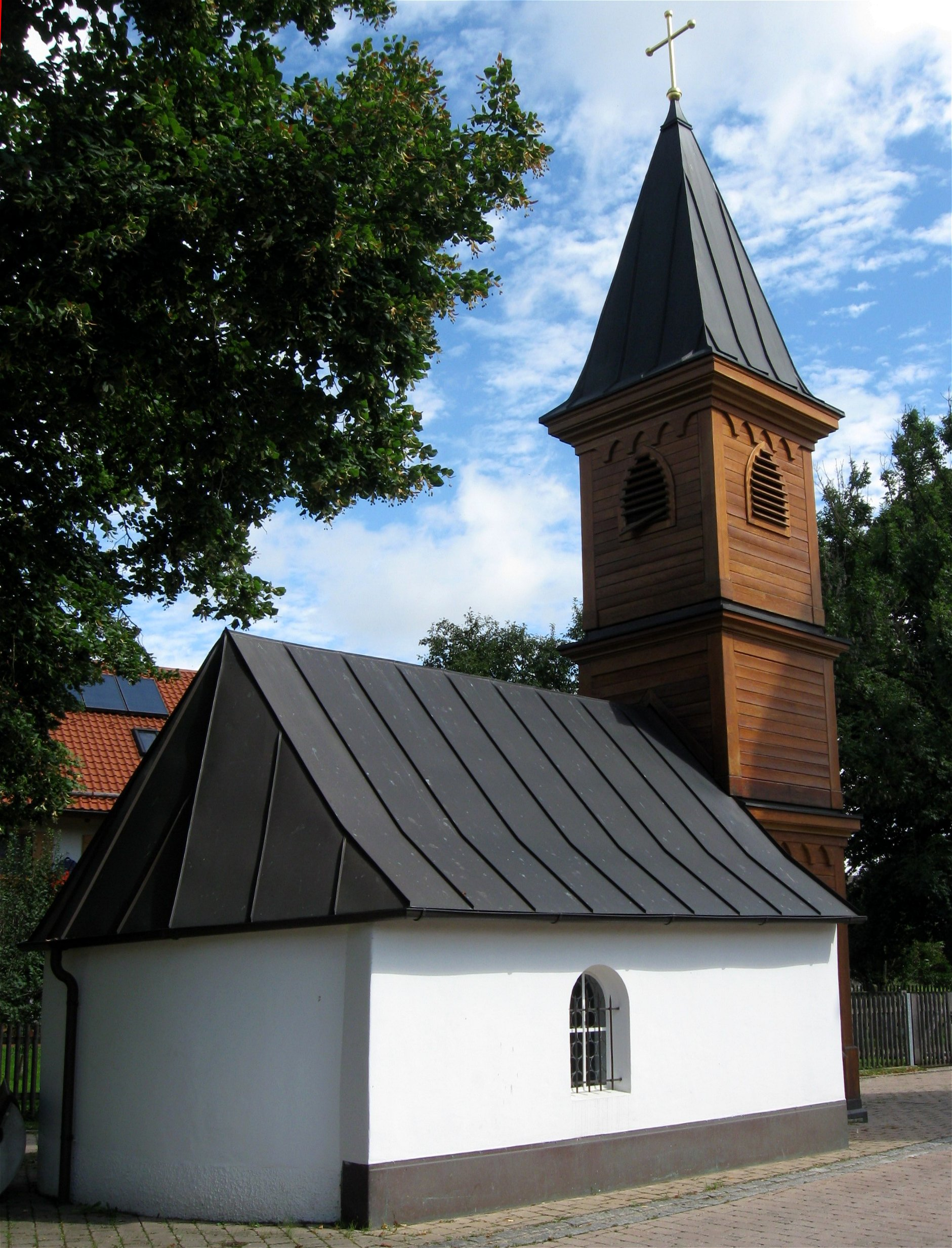
Sankt-Anna-Kapelle
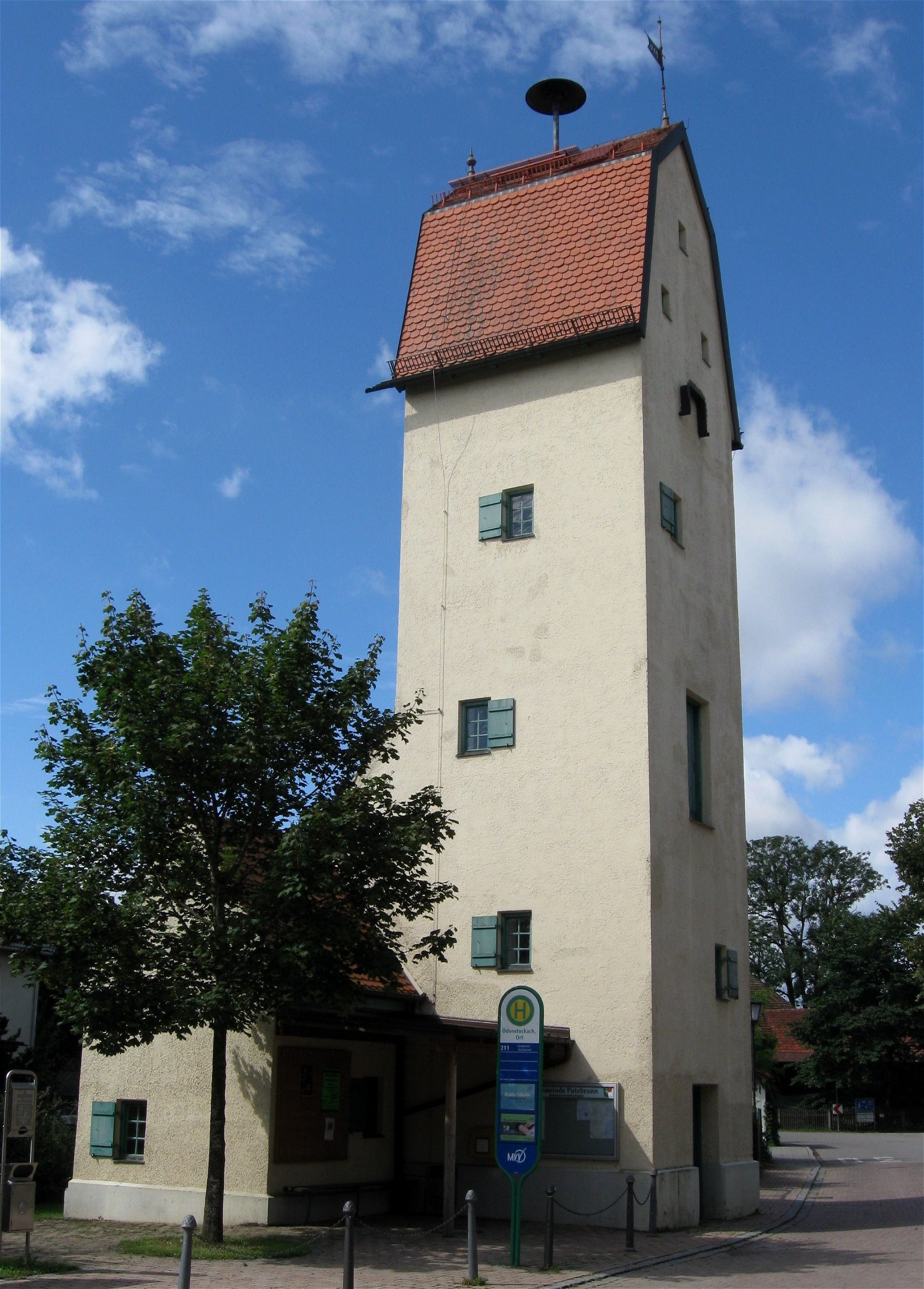
Wasserturm

Am Kapellenplatz in Oedenstockach stehen die Sankt-Anna-Kapelle, ein schlichter einschiffiger Bau aus dem 19. Jahrhundert mit einem hölzernen Turm aus dem 20. Jahrhundert, und ein unter Denkmalschutz stehender, 2022 renovierter Wasserturm im barocken Heimatstil aus dem Jahr 1905.